# サント・ステーファノ・ディ・セッサーニオ
サント・ステーファノ・ディ・セッサーニオ（イタリア語: Santo Stefano di Sessanio）は、イタリア共和国アブルッツォ州ラクイラ県にある、人口約100人の基礎自治体（コムーネ）。

## 地理

### 位置・広がり

#### 隣接コムーネ
隣接するコムーネは以下の通り。括弧内のTEはテーラモ県所属を示す。
- バリシャーノ
- カラーショ
- カラペッレ・カルヴィージオ
- カステルヴェッキオ・カルヴィージオ
- イーゾラ・デル・グラン・サッソ・ディターリア (TE)
- ラークイラ

## 文化・観光
「イタリアの最も美しい村」クラブ加盟コムーネである。